# Robert Dietl
Robert Dietl (* 7. August 1932 in Salzburg; † 5. Oktober 2010) war ein österreichischer Schauspieler und Synchronsprecher.

## Leben
Dietl erhielt seine künstlerische Ausbildung am Mozarteum seiner Heimatstadt. 1948 gab ihm Gustaf Gründgens sein erstes Engagement am Düsseldorfer Schauspielhaus. Danach spielte er in Berlin, Zürich, Hannover, Hamburg und Wien. Gelegentlich arbeitete er auch als Regisseur.
Ab 1954 übernahm er Rollen beim Film und dann besonders beim Fernsehen. Seine bedeutendste Filmrolle spielte er 1989 als KZ-Aufseher Alois Hunzinger in Abrahams Gold. 1992 wirkte er in Rosa von Praunheims Film Ich bin meine eigene Frau mit. Als Synchronsprecher war er unter anderem die deutsche Stimme von General Burkhalter in der Serie Ein Käfig voller Helden, Mr. Strickland in Zurück in die Zukunft und Henri in Feivel, der Mauswanderer.

## Filmografie
- 1954: Der Engel mit dem Flammenschwert
- 1957: Die Fee (TV)
- 1958: Mein Sohn, der Herr Minister (TV)
- 1958: Die chinesische Mauer (TV)
- 1960: Das kunstseidene Mädchen
- 1960: Schachnovelle
- 1961: Der Feind (TV)
- 1961: Alle meine Söhne (TV)
- 1961:  So viele Kinder (TV)
- 1962: Der Hochzeitsgast (TV)
- 1962: Alpenkönig und Menschenfeind (TV)
- 1963: Der Mustergatte (TV)
- 1963: Spiel im Morgengrauen (TV)
- 1963: Flucht der weißen Hengste (Miracle of the White Stallions)
- 1963: Reisender ohne Gepäck (TV)
- 1963: Attentat (TV)
- 1963: Oberinspektor Marek : Die Vorladung (Tatort-Vorgängerfilm des ORF)
- 1963: Das Dunkel ist Licht genug (TV)
- 1964: Die Verantwortlichen (TV)
- 1964: In der Sache J. Robert Oppenheimer
- 1964: Und die Hölle, Isabelle? (TV)
- 1965: Literatur (TV)
- 1965: Die letzten Tage der Menschheit (TV)
- 1966: Das Märchen (TV)
- 1966: Liselotte von der Pfalz
- 1967: Verräter (Dreiteiler)
- 1968: Das Kriminalmuseum (Serie, Folge: Die Reifenspur)
- 1968: Die Begnadigung (TV)
- 1968: Provinces (Serie, 1  Folge)
- 1968: Der Auftrag (TV)
- 1968: Die Berliner Antigone
- 1968: Der Senator
- 1969: Gesang für die Gerechten (TV)
- 1969: Ich bin ein Elefant, Madame
- 1970: Das Bastardzeichen (TV)
- 1970: John Klings Abenteuer (Serie, 1  Folge)
- 1970: Alkeste – Die Bedeutung, Protektion zu haben (TV)
- 1971: Doppelgänger (Serie, 13 Folge)
- 1972: Sprungbrett (TV)
- 1972: Auf Befehl erschossen – Die Brüder Sass, einst Berlins große Ganoven (TV)
- 1972: Dem Täter auf der Spur – Folge: Kein Hafer für Nicolo
- 1972: Das Jahrhundert der Chirurgen (Serie, 1  Folge)
- 1972: Die Abenteuer des braven Soldaten Schwejk (Serie, 2 Folge)
- 1973: Sonderdezernat K1 – Folge: Trip ins Jenseits
- 1973: Lokaltermin (Serie, 1 Folge)
- 1973: Die Kriminalerzählung (Serie, 1 Folge)
- 1973: Hamburg Transit (Serie, 1 Folge)
- 1974: Der Abituriententag
- 1974: Zerfall einer Großfamilie (TV)
- 1975: Beschlossen und verkündet (Serie, 2 Folgen: Schüsse im Morgengrauen, Alle Vorteile gelten)
- 1976: Jeder stirbt für sich allein
- 1976: Die Hebamme (TV)
- 1976: Ein Fall für Stein (Serie, 1 Folge)Viadukt
- 1976: Unternehmen V2
- 1977: Preussenkorso 45–48 (TV)
- 1977: Tagebuch eines Liebenden
- 1977: Es muß nicht immer Kaviar sein (Serie, 2 Folgen)
- 1978: Ein Mann will nach oben (Serie, 3 Folgen)
- 1979: La lumière des justes (Serie, 2 Folgen)
- 1979: Leutnant Gustl (TV)
- 1979: Berggasse 19 (TV)
- 1979: Pariser Geschichten (Serie, 1 Folge)
- 1980: Der Gute (TV)
- 1980: Der einsame Weg (TV)
- 1980: Egon Schiele – Exzesse
- 1981: In Ewigkeit amen (TV)
- 1981: Die Laurents (Serie, 1 Folge)
- 1982: Die Geschichte einer Vielgeliebten (TV)
- 1982: Am Rande des Abgrunds (Five Days One Summer)
- 1983: Viadukt
- 1983: Konrad oder Das Kind aus der Konservenbüchse
- 1984: Der Leutnant und sein Richter (TV)
- 1984: Wassa Schelesnowa (TV)
- 1984: Ich heirate eine Familie (Serie, 1 Folge)
- 1984: Versteckt (Forbidden)
- 1985: Ein Heim für Tiere (Serie, 1 Folge)
- 1985: Schöne Ferien – Urlaubsgeschichten aus Kenia (Serie)
- 1985: Via Mala (TV)
- 1985: Es muß nicht immer Mord sein (Serie, 1 Folge)
- 1986: Detektivbüro Roth (Serie, 1 Folge)
- 1986: Tatort (Serie, Folge: Tödliche Blende)
- 1986: Tatort: Der Schnee vom vergangenen Jahr
- 1986: Vaterland (Fatherland)
- 1986: Didi – Der Untermieter (Serie, 1 Folge)
- 1987: Das Traumschiff – Brasilien
- 1987: Der Schatz im Niemandsland (Serie, 1 Folge)
- 1987: Christian Rother – Bankier für Preussen (Serie, 2 Folge)
- 1987: Der Prins muss her (Serie, 1 Folge)
- 1988: Hals über Kopf (Serie, 1 Folge)
- 1988: Liebling Kreuzberg (Serie, 1 Folge)
- 1989: Coplan (Serie, 1 Folge)
- 1989: Der wiedergefundene Freund
- 1989: Der siebente Kontinent
- 1989: Abrahams Gold
- 1990: Eine Frau namens Harry
- 1990: Der doppelte Nötzli
- 1990: Roda Roda (TV-Serie)
- 1991: Die Wicherts von nebenan  (Serie, 1 Folge)
- 1991: Der Hausgeist (Serie, 1 Folge)
- 1991: Drei Damen vom Grill (Fernsehserie, Folge 122: Blauer Dunst)
- 1994: Cornelius hilft (Serie)
- 1994: Kommissar Rex (Fernsehserie; Episode Endstation Wien)
- 1996: Im Namen des Gesetzes (Serie, 1 Folge)

## Synchronrollen (Auswahl)

### Filme
- 1985: James Cromwell als Makler in Der Mann mit zwei Gehirnen
- 1990: Donald Moffat als Mr. McCoy in Fegefeuer der Eitelkeiten
- 1994: Andrzej Seweryn als Julian Scherner in Schindlers Liste

### Serien
- 1972: Cyril Shaps als Professor Ganguin in Die 2
- 1989: Peter Cullen als Lessdred in DuckTales – Neues aus Entenhausen
- 1994: Leon Askin als General Albert Burkhalter in Ein Käfig voller Helden

## Hörspiele (Auswahl)
- 1981: Fjodor Michailowitsch Dostojewski: Ein russischer Mönch (Erzählung  aus Die Brüder Karamasow) – Regie: Ferry Bauer (Hörspielbearbeitung – ORF Oberösterreich)

Quelle: Ö1-Hörspieldatenbank